# سباستیائو سالگادو
سباستیائو سالگادو (پرتغالی: Sebastião Salgado؛ زادهٔ ۸ فوریهٔ ۱۹۴۴ - درگذشتهٔ ۲۳ مهٔ ۲۰۲۵) عکاس و نقاش اهل برزیل بود. وی با عکس‌هایش از گسترهٔ زمین و طبیعت و مردمان گوناگون، روایت‌گر بخشی از فجایع انسانی و طبیعی و رخدادهای هولناک تاریخ معاصر جهان بوده است.